# Colombia en el Giro de Italia
El Giro de Italia inició su andadura en 1909 y el primer ciclista colombiano en correrlo fue Martín Emilio Rodríguez en 1973. La primera participación de un equipo colombiano se remonta a la edición del 1985, cuando el equipo Varta-Café de Colombia, capitaneado por Reynel Montoya, formó parte del pelotón de salida. Los ciclistas colombianos con mayor número de participaciones en la competición son:
| Participaciones | Ciclista         | Ediciones                                            |
| --------------- | ---------------- | ---------------------------------------------------- |
| 9               | Hernán Buenahora | 1993, 1994, 1995, 1996, 1997, 1998, 1999, 2000, 2001 |
| 8               | Mauricio Ardila  | 2004, 2005, 2006, 2007, 2008, 2009, 2010, 2011       |

## Victorias y pódiums en el Giro
Dos pedalistas colombianos han conseguido sendas victorias en el Giro de Italia; cuatro ciclistas han sido subcampeones y uno ha ocupado el tercer lugar con el siguiente detalle:
| Puesto | Ciclista               | Ediciones  |
| ------ | ---------------------- | ---------- |
| 1º     | Nairo Quintana         | 2014       |
| 1º     | Egan Bernal            | 2021       |
| 2º     | Rigoberto Urán         | 2013, 2014 |
| 2º     | Esteban Chaves         | 2016       |
| 2º     | Nairo Quintana         | 2017       |
| 2º     | Daniel Felipe Martínez | 2024       |
| 3º     | Miguel Ángel López     | 2018       |

## Vencedores de etapa
El primer ciclista colombiano que consiguió una victoria de etapa en el Giro de Italia fue Martín Emilio Rodríguez en 1973, quien en su primera participación se impuso el 3 de junio en la 15.ª etapa entre Florencia y Forte dei Marmi. Desde entonces, y hasta la edición de 2024, 17 ciclistas han logrado un total de 34 victorias de etapa con el siguiente detalle:
| Victorias | Ciclista                | Etapas |
| --------- | ----------------------- | --- |
| 5         | Fernando Gaviria        | 2017 – 3.ª etapa: Tortoli – Cagliari 2017 – 5.ª etapa: Pedara – Mesina 2017 – 12.ª etapa: Forli – Reggio Emilia 2017 – 13.ª etapa: Reggio Emilia – Tortona 2019 – 3.ª etapa: Vinci – Orbetello |
| 3         | Lucho Herrera           | 1989 – 13.ª etapa: Padua – Tres Cimas de Lavaredo 1989 – 18.ª etapa: Mendrisio – Monte Generoso 1992 – 9.ª etapa: Latina – Terminillo                                                          |
| 3         | Nairo Quintana          | 2014 – 16.ª etapa: Ponte di Legno – Val Martello (Martello) 2014 – 19.ª etapa: Bassano del Grappa – Cima Grappa Crespano del Grappa 2017 – 9.ª etapa: Montenero di Bisaccia – Blockhaus        |
| 3         | Esteban Chaves          | 2016 – 14.ª etapa: Farra d'Alpago – Corvara in Badia 2018 – 6.ª etapa: Caltanissetta - Etna 2019 – 19.ª etapa: Treviso - San Martino di Castrozza                                              |
| 2         | Martin Emilio Rodríguez | 1973 – 15.ª etapa: Florencia – Forte dei Marmi 1975 – 19.ª etapa: Baselga di Pine – Pordenone                                                                                                  |
| 2         | Chepe González          | 1997 – 20.ª etapa: Brunico – Passo del Tonale 1999 – 5.ª etapa: Terme Luigiane – Monte Sirino                                                                                                  |
| 2         | Iván Parra              | 2005 – 13.ª etapa: Mezzocorona – Ortisei 2005 – 14.ª etapa: Egna – Livigno |
| 2         | Luis Felipe Laverde     | 2006 – 14.ª etapa: Aosta – Domodossola 2007 – 6.ª etapa: Tivoli – Spoleto |
| 2         | Rigoberto Urán          | 2013 – 10.ª etapa: Cordenons – Altopiano del Montasio 2014 – 12.ª etapa: Barbaresco – Barolo                                                                                                   |
| 2         | Egan Bernal             | 2021 – 9.ª etapa: Castel di Sangro – Campo Felice 2021 – 16.ª etapa: Sacile – Cortina d'Ampezzo                                                                                                |
| 2         | Santiago Buitrago       | 2022 – 17.ª etapa: Ponte Di Legno - Lavarone 2023 – 19.ª etapa: Longarone – Tres Cimas de Lavaredo                                                                                             |
| 1         | Oliverio Rincón         | 1995 – 14.ª etapa: Trento – Val Senales |
| 1         | Víctor Hugo Peña        | 2000 – 11.ª etapa: Lignano Sabbiadoro – Bibione |
| 1         | Carlos Contreras        | 2001 – 14.ª etapa: Cavalese – Arco |
| 1         | Miguel Ángel Rubiano    | 2012 – 6.ª etapa: Urbino – Porto Sant'Elpidio |
| 1         | Julián Arredondo        | 2014 – 18.ª etapa: Belluno – Rifugio Panarotta (Valsugana) |
| 1         | Einer Rubio             | 2023 – 13.ª etapa: Le Châble - Crans-Montana |

## Maglias

### Maglia Rosa
La Maglia Rosa es la prenda que identifica al líder de la clasificación general de la prueba. Se usa desde 1931. El color fue elegido por ser el mismo que emplea el diario deportivo La Gazzetta dello Sport para sus páginas. Rigoberto Urán fue el primer pedalista colombiano en vestir la camiseta de líder y Egan Bernal es quien mayor número de jornadas la ha portado. Otros tres ciclistas colombianos han vestido la maglia de líder como se muestra a continuación:
| Días de líder | Ciclista         | Ediciones  |
| ------------- | ---------------- | ---------- |
| 12            | Egan Bernal      | 2021       |
| 8             | Nairo Quintana   | 2014, 2017 |
| 4             | Rigoberto Urán   | 2014       |
| 1             | Esteban Chaves   | 2016       |
| 1             | Fernando Gaviria | 2017       |

### Maglia Azzurra
La Maglia Azzurra identifica al mejor escalador de la prueba. Es una camiseta que recompensa al ciclista que obtiene la mayor cantidad de puntos al pasar por las cumbres de los diferentes puertos de montaña de los que consta la carrera. Entre 1974 y 2011, el ciclista era recompensado con una maglia de color verde (Maglia verde). Desde el 2012 la maglia pasa a ser de color azul (Maglia azzurra) por la llegada de un patrocinador. A lo largo de la historia de la carrera, cuatro ciclistas colombianos han logrado 6 victorias en la clasificación del Gran Premio de la montaña en el Giro de Italia como puede verse en la siguiente lista:
| Victorias | Ciclista         | Ediciones  |
| --------- | ---------------- | ---------- |
| 2         | Chepe González   | 1997, 1999 |
| 2         | Freddy González  | 2001, 2003 |
| 1         | Lucho Herrera    | 1989       |
| 1         | Julian Arredondo | 2014       |

### Maglia Bianca
La Maglia Bianca identifica al menor de 26 años mejor ubicado en la clasificación general. Los ciclistas colombianos han obtenido seis victorias en la categoría de mejor joven del Giro con el siguiente detalle:
| Victorias | Ciclista           | Ediciones  |
| --------- | ------------------ | ---------- |
| 2         | Miguel Ángel López | 2018, 2019 |
| 1         | Rigoberto Urán     | 2012       |
| 1         | Carlos Betancur    | 2013       |
| 1         | Nairo Quintana     | 2014       |
| 1         | Egan Bernal        | 2021       |

### Maglia Ciclamino
La Maglia Ciclamino identifica al mejor ciclista en la Clasificación por puntos al Giro de Italia. Es una de las clasificaciones secundarias del Giro de Italia y empezó a premiarse desde 1966. Esta clasificación no tiene en cuenta el tiempo sino el lugar de llegada a meta. De 1967 a 1969, el líder de la clasificación por puntos portó una maglia de color rojo; a partir de 1970 el color distintivo de la maglia fue el violeta, siendo llamada maglia ciclamino, por el color de la flor del mismo nombre. A partir del 2010 se recuperó el color rojo y se lo denominó maglia rosso passione; en 2017 para la edición 100, volvió al violeta.
Solo un ciclista colombiano ha conseguido ganar esta camiseta:
| Victorias | Ciclista         | Edición |
| --------- | ---------------- | ------- |
| 1         | Fernando Gaviria | 2017    |

## Relación total de participantes
Sumados a Hernán Buenahora y a Mauricio Ardila, 101 pedalistas más han tomado la partida en el Giro de Italia; a continuación el listado histórico de participantes y participaciones:
| Participaciones | Ciclista                        | Ediciones                                |
| --------------- | ------------------------------- | ---------------------------------------- |
| 7               | Luis Felipe Laverde             | 2002, 2003, 2004, 2005, 2006, 2007, 2008 |
| 7               | José Serpa                      | 2006, 2008, 2009, 2010, 2011, 2012, 2013 |
| 7               | Rigoberto Urán                  | 2010, 2012, 2013, 2014, 2015, 2016, 2023 |
| 7               | Fernando Gaviria                | 2017, 2019, 2020, 2021, 2022, 2023, 2024 |
| 6               | Nelson Rodríguez                | 1991, 1992, 1993, 1994, 1995, 1996       |
| 6               | Rúber Albeiro Marín             | 1992, 2000, 2001, 2002, 2003, 2004       |
| 6               | Chepe González                  | 1995, 1997, 1998, 1999, 2000, 2001       |
| 6               | Freddy González                 | 2000, 2001, 2002, 2003, 2004, 2005       |
| 5               | Carlos Alberto Betancur         | 2011, 2013, 2015, 2016, 2018             |
| 5               | Sebastián Henao                 | 2014, 2015, 2016, 2017, 2019             |
| 5               | Esteban Chaves                  | 2015, 2016, 2018, 2019, 2024             |
| 5               | Daniel Felipe Martínez          | 2016, 2017, 2021, 2024, 2025             |
| 5               | Einer Rubio                     | 2020, 2021, 2023, 2024, 2025             |
| 4               | José Castelblanco               | 2000, 2001, 2002, 2003                   |
| 4               | Iván Ramiro Parra               | 2000, 2005, 2006, 2007                   |
| 4               | Miguel Ángel Rubiano            | 2006, 2012, 2013, 2014                   |
| 4               | Leonardo Duque                  | 2006, 2010, 2013, 2014                   |
| 4               | Darwin Atapuma                  | 2013, 2015, 2016, 2018                   |
| 4               | Nairo Quintana                  | 2014, 2017, 2024, 2025                   |
| 4               | Miguel Ángel López              | 2018, 2019, 2020, 2022                   |
| 4               | Juan Sebastián Molano           | 2019, 2020, 2021, 2024                   |
| 3               | Martín Emilio Rodríguez         | 1973, 1974, 1975                         |
| 3               | Néstor Mora                     | 1985, 1993, 1994                         |
| 3               | Henry Cárdenas                  | 1989, 1992, 1996                         |
| 3               | Federico Muñoz                  | 1993, 1994, 1995                         |
| 3               | Raúl Montaña                    | 1994, 1995, 2000                         |
| 3               | Víctor Hugo Peña                | 1999, 2000, 2006                         |
| 3               | Félix Cárdenas                  | 2000, 2008, 2009                         |
| 3               | John Freddy García              | 2001, 2002, 2003                         |
| 3               | Marlon Pérez                    | 2004, 2005, 2008                         |
| 3               | Cayetano Sarmiento              | 2010, 2011, 2013                         |
| 3               | Fabio Duarte                    | 2011, 2013, 2014                         |
| 3               | Sergio Luis Henao               | 2012, 2013, 2018                         |
| 3               | Jarlinson Pantano               | 2013, 2014, 2018                         |
| 2               | Argemiro Bohórquez              | 1985, 1986                               |
| 2               | Juan Carlos Arias Acosta        | 1989, 1991                               |
| 2               | Julio César Cadena              | 1989, 1993                               |
| 2               | Lucho Herrera                   | 1989, 1992                               |
| 2               | Álvaro Lozano                   | 1991, 1997                               |
| 2               | Abelardo Rondón                 | 1992, 1993                               |
| 2               | Luis Espinosa                   | 1992, 1993                               |
| 2               | Julio César Ortegón             | 1992, 1994                               |
| 2               | Martín Farfán                   | 1993, 1995                               |
| 2               | Álvaro Mejía                    | 1993, 1994                               |
| 2               | Ángel Yesid Camargo             | 1995, 1996                               |
| 2               | Celio Roberto Roncancio         | 1996, 1997                               |
| 2               | Carlos Contreras                | 2001, 2002                               |
| 2               | Hernán Darío Muñoz              | 2002, 2003                               |
| 2               | Héctor Orlando Mesa Mesa        | 2002, 2003                               |
| 2               | Mauricio Soler                  | 2008, 2009                               |
| 2               | Edwin Ávila                     | 2013, 2014                               |
| 2               | Robinson Chalapud               | 2013, 2014                               |
| 2               | Carlos Quintero                 | 2013, 2014                               |
| 2               | Winner Anacona                  | 2014, 2017                               |
| 2               | Rodolfo Torres                  | 2014, 2018                               |
| 2               | Dayer Quintana                  | 2015, 2018                               |
| 2               | Iván Ramiro Sosa                | 2019, 2022                               |
| 2               | Harold Tejada                   | 2021, 2022                               |
| 2               | Egan Bernal                     | 2021, 2023                               |
| 2               | Santiago Buitrago               | 2022, 2023                               |
| 1               | Rafael Antonio Niño             | 1974                                     |
| 1               | Rafael Acevedo                  | 1985                                     |
| 1               | Armando Aristizábal             | 1985                                     |
| 1               | Germán Antonio Castillo Cabrera | 1985                                     |
| 1               | Antonio Londoño                 | 1985                                     |
| 1               | José Alfonso López              | 1985                                     |
| 1               | Reynel Montoya                  | 1985                                     |
| 1               | Abelardo Ríos                   | 1985                                     |
| 1               | Martín Ramírez                  | 1986                                     |
| 1               | Omar Hernández                  | 1988                                     |
| 1               | William Palacio                 | 1988                                     |
| 1               | Samuel Cabrera                  | 1989                                     |
| 1               | Álvaro Sierra                   | 1989                                     |
| 1               | Demetrio Cuspoca                | 1991                                     |
| 1               | Edilberto Marino Reyes          | 1991                                     |
| 1               | Dubán Ramírez                   | 1991                                     |
| 1               | Miguel Sanabria                 | 1991                                     |
| 1               | Rafael Tolosa                   | 1991                                     |
| 1               | Pablo Wilches                   | 1991                                     |
| 1               | Raúl Acosta                     | 1992                                     |
| 1               | Gerardo Moncada                 | 1992                                     |
| 1               | Efraín Rico                     | 1992                                     |
| 1               | Luis Felipe Moreno Torres       | 1993                                     |
| 1               | Libardo Niño                    | 1994                                     |
| 1               | Augusto Triana González         | 1994                                     |
| 1               | Julio César Aguirre             | 1995                                     |
| 1               | Oliverio Rincón                 | 1995                                     |
| 1               | Santiago Botero                 | 1998                                     |
| 1               | Luis Orán Castañeda             | 2000                                     |
| 1               | Juan Diego Ramírez              | 2002                                     |
| 1               | Wilson Marentes                 | 2013                                     |
| 1               | Dalivier Ospina                 | 2013                                     |
| 1               | Julián Arredondo                | 2014                                     |
| 1               | Jeffrey Romero                  | 2014                                     |
| 1               | Janier Acevedo                  | 2015                                     |
| 1               | Miguel Flórez López             | 2019                                     |
| 1               | Rodrigo Contreras               | 2020                                     |
| 1               | Álvaro Hodeg                    | 2020                                     |
| 1               | Jhonatan Restrepo               | 2020                                     |
| 1               | Diego Camargo                   | 2022                                     |
| 1               | Brandon Rivera                  | 2025                                     |